# Famille Alleman
Pour les articles homonymes, voir Familles Alleman.
La famille Alleman, également sous les formes Allemand et Allamand, est un lignage seigneurial noble originaire du Dauphiné.
Cette maison est reconnue comme l'une des plus anciennes de la région, l'« une des quatre plus grandes familles dauphinoises, familles dites baronniales » (Lemonde, 2006) ; les premières mentions de cette famille remontent au XIIIe siècle.

## Patronyme
La forme Allemand est celle utilisée par les travaux des médiévistes contemporains, notamment à l'université de Grenoble (Paravy, 1993 ; Lemonde, 2006). Cette forme a été utilisée par des auteurs plus anciens comme Rivoire de La Bâtie (1867) ou encore Jougla de Morenas (1939, « Allemand alias Aleman »).
Jusque-là, la plupart des notices utilise principalement la forme Alleman comme Nicolas Chorier (1671), Rivoire de La Bâtie (1867), Chaix d'Est-Ange (1903).
Le site de généalogie Foundation for Medieval Genealogy (FMG) indique dans l'introduction de se notice qu'en raison des nombreuses variations pour les formes du nom « Il a été décidé de les appeler « Alamandi » jusqu'à la fin du XIVe siècle et « Alleman » par la suite. Cette décision est arbitraire et sans doute pourrait-on trouver des solutions alternatives tout aussi valables. » (trad.)
Ce patronyme Alleman se trouve sous plusieurs formes dans les documents médiévaux. Nicolas Chorier, dans son ouvrage L’Estat politique de la province de Dauphiné (1671) et la notice consacrée à cette famille, la désigne sous le patronyme « Alleman » et mentionne les autres formes rencontrées Alamandi, Alemanni et Alamanni. Le site de généalogie FMG donne pour entrée dédiée à la famille Alamandi/Alleman.
Le projet encyclopédique Dictionnaire historique de la Suisse possède une entrée pour le rameau installé en Pays de Vaud, sous le nom « Allamand » (2008). Pour le rameau installé dans le comté de Genève, Amédée de Foras (1863) intitule sa notice « Alamand (Allaman ou Alleman) ».
En l'absence de sources, les hypothèses sur l'origine du nom restent à ce jour incertaines.

## Héraldique
| Armes Alleman | Les armes de la famille Alleman se blasonnent ainsi : De gueules, semé de fleur de lys d'or, à la bande d'argent brochant sur le tout., Cimier: un lion passant surmonté d'un sauvage tenant un bâton noueux à sa dextre, Robur ! Support : deux sauvages., Première devise : Place, place à madame !, Seconde devise : Tot in corde quot in armis, |

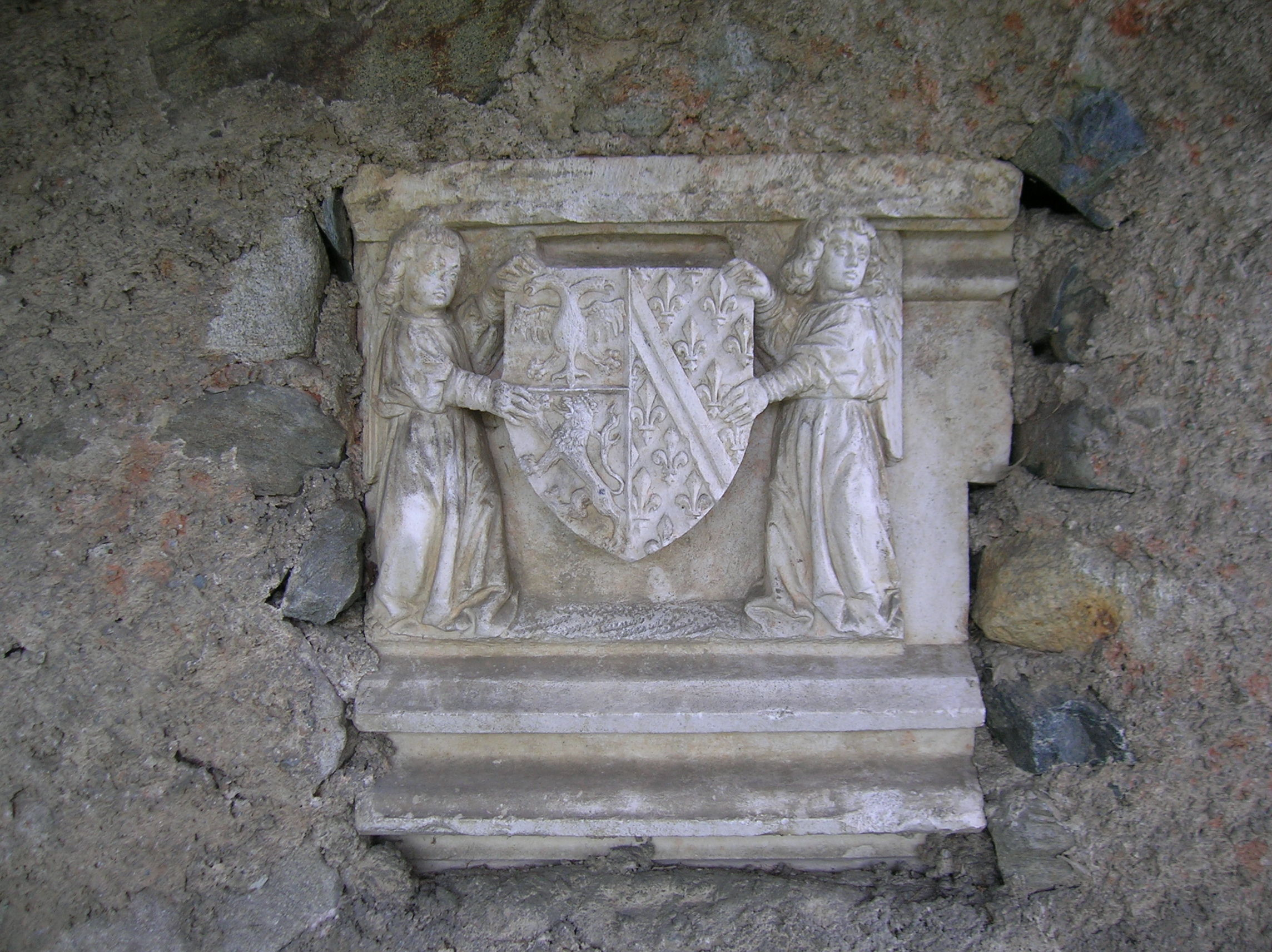
Blason sculpté des Alleman d'Uriage, château fort de Revel.

Blason de la famille Alleman du Molard et de Montrigaud.

- Alleman Puvelin brisait d'une étoile d'or en chef de la bande[1]. Rivoire de La Bâtie précise que cette famille « écartelait aussi au 1 et 4 d'azur, au chef d'argent au lion de gueules, armé, lampassé et viléné d'or, brochant sur le tout, qui est de Rochechinard ; au 2 et 3 coupé au 1 d'or à l'aigle éployé de sable, becqué et membré de gueules ; au 2 d'or au lion de gueules, qui est d’ Uriage ; sur le tout de gueules, semé de fleurs de lys d'or à la bande d'argent brochant sur le tout, qui est d'Alleman-Valbonnais »[1] ;
- Une branche porte : D'or à l'aigle éployée de sable, armée et becquée de gueules.[2]
- seigneurs de Rochechinard porte : D'argent au chef d'azur et au lion de gueules lampassée, armé et couronné d'or brochant sur le tout.[2]
- Alleman du Molard et de Montrigaud porte : De gueules au lion d'or.[1] ou D'or à un lion de gueules couronné d'argent.[2]

Les armes des Alleman, installés en Bugey à partir du XIVe siècle, dont est issu le cardinal Louis Aleman, se blasonnent ainsi : de sable, au lion d'argent, armé, lampassé et couronné de gueules.,

## Histoire

### Origines
Les origines territoriales de la famille trouvent racine dans le Dauphiné, principalement dans la région de la Matheysine et la vallée de la Bonne, avec Valbonnais, ainsi qu'à Uriage (Saint-Martin-d'Uriage), à huit kilomètres de Grenoble. Les membres de la famille semblent rapidement posséder les châteaux de Séchilienne et de Champ-sur-Drac, qui se situent entre les deux premières seigneuries. Cette implantation explique les « quatre branches primitives » du lignage. Leur influence s'étend ensuite aux régions voisines avec une implantation dans l'Embrunais, les Baronnies, en Viennois, mais aussi au Nord, en Faucigny, en Pays de Vaud et en Bugey.
La médiéviste Pierrette Paravy (1993), tout comme en son temps l'historien Jules Quicherat, auteur d'un article sur la famille en 1841, rappelle que « c'est à partir de 1190, à la fin du XIIe siècle, qu'il est possible d'en suivre les destinées à travers la branche aînée de Valbonnais ».
Avant 1202, selon la médiéviste Anne Lemonde, les faits concernant la famille ne sont pas clairement prouvés. Selon certaines traditions, rappellent Quicherat (1841) ou encore Edmond Maignien (1870), la famille serait apparue en apportant son soutien à l'évêque de Grenoble, Isarn, lors de l'expulsion des Sarrasins de Grenoble ou du Grésivaudan à la fin du Xe siècle, et elle aurait obtenu en échange des terres, notamment Uriage. On retrouve notamment cette hypothèse d'origine chez l'auteur dauphinois Guy Allard (1684), qui mentionnait la présence d'un "Allemannus de Uritatico" dans les documents médiévaux.
Une autre tradition voulait faire coïncider le patronyme avec une origine allemande, comme par exemple Nicolas Chorier (1671). Quicherat (1841) relevait qu'il s'agissait d'un patronyme relativement répandu dans la partie Sud de l'Europe (Gaule méridionale, Italie, Espagne) et il indiquait que « Tous les arbres généalogiques dressés pour les Allemans à la fin du seizième siècle commencent par les noms de Josselin de Châteauneuf et de Raoul de Faucigny ». L'hypothèse est retenue également dans les tableaux généalogiques de Michel Rieutor (1988). Ainsi, des sources permettaient d'avancer l'hypothèse, mais sans preuves certaines, que la famille pourrait être issue de Raoul/Rodolphe de Faucigny, dit l'Allemand ("Alamandi", mort vers 1178/80), fils de Rodolphe [I], seigneur de Faucigny. La chronologie entre ce personnage et l'émergence de cette famille à la fin du XIIe siècle pourrait coïncider.
Les premières mentions, dans la documentation médiévale, des membres de cette famille remontent principalement au XIIIe siècle,. On trouve cependant quelques mentions avant ce siècle. Ainsi, une mention d'un seigneur Allemand d'Uriage — Alemannus de Auriage, Odonis de Auriatge — lors d'une donation, vers 1085, est répertoriée par le Cartulaire de Domène et reprise dans le Regeste dauphinois (1912-1926). D'autres mentions éparses ponctuent le Regeste dauphinois avant la fin du XIIe siècle.
Le lignage répond avant tout à une « organisation de type clanique » dans laquelle s'imbriquent des branches, où chacune est l'égale de l'autre mais que domine celle résidant au château de Valbonnais. D'ailleurs, l'acte de 1307, par lequel le Dauphin de Viennois cède au seigneur Guigues de Valbonnais l'hommage de l'ensemble des branches des Allemand de la région semble plutôt une confirmation officielle d'un usage préexistant (Lemonde).

### Une puissante famille régionale
L'implantation familiale s'effectue dans la partie sud-est de la région dauphinoise, comprise entre le Drac et l'Isère, le Valbonnais et le verrou de Séchilienne — dit aussi Portes de l’Oisans et s'ouvrant en amont sur la vallée de la Romanche — et aux portes de Grenoble, à l'est du bourg, avec les possessions d'Uriage et de Laval.
Au cours des années 1200 et 1240, les historiens peuvent affirmer que les seigneurs laïcs dauphinois, notamment les Albon, réussissent à s'imposer face au pouvoir épiscopal, et parmi eux on compte les Alleman. Les relations d'alliances entre ces familles seigneuriales, notamment militaires, se développent à partir de pactes, en 1266, puis 1280, 1298 ou encore 1307. Celle du 2 avril 1307, voit une alliance de protection contre des ennemis communs, sauf contre le Dauphin, entre les seigneurs de Sassenage, Béranger, de Montorcier ainsi que plusieurs membres des Alleman, « Guigues Allemand, seigneur de Valbonnais […], Raymond Allemand, seigneur de Champ, François Allemand, seigneur d'Uriage, Siboud Allemand, seigneur de Ruel [sic], Jacquemet Allemand frère dudit François, Jean Allemand, seigneur de Séchilienne [Céchillanne], Pierre Allemand son frère […], Pierre Allemand, prieur de Notre-Dame de Gommiers, et Jean Allemand, prieur de St-Michel d'Exome ».
Le pouvoir des Alleman semble suffisamment important pour rivaliser, en partie, avec la famille des dauphins de Viennois. Quicherat indiquait « disposant, à ce qu'il paraît, d'une certaine puissance, puisque, malgré les envahissements et les victoires des dauphins de Vienne sur toute la noblesse du pays, ils peuvent maintenir libre la condition de leur domaine, et ne tenir Valbonnais que de Dieu et de leur épée. » En Oisans, ils contrôlent également la seigneurie de Séchilienne. L'entrée de cette seigneurie dans la famille remontrerait, selon l'acte du 11 mai 1226, à un échange entre Aymar Allemand et André Dauphin de Bourgogne, à savoir ses possessions dans la châtellenie de Vizille — « spécialement à Vaulnaveys et Herbeys et dans toute la vallée de Jarrie contre ce que le prince avait dans la paroisse et territoire de Séchilienne, du pont de la Roche Daselers à celui de Naunt, sous condition d'hommage et de 15 sols Viennois à la mort du seigneur et possesseur, plus au lieu Boule, au moulin de la Paute, au mas de Force à Ornon, dans la chavannerie de Balmes et les bois du pont de Portes à celui d'Adam, où il pourra faire des fourneaux. André promet de lui payer 8.000 sols. » —. Cette date est d'ailleurs considérée comme la première mention du château de Séchilienne. L'intérêt est stratégique puisque la fortification permet de contrôler l'entrée de l'Oisans.
L'extension régionale de l'implantation s'effectue au gré des contrats de mariage, vers les régions voisines, l'avant-pays viennois, le Bugey, le Faucigny ou encore le Pays de Vaud ou le comté de Genève. Les Alleman possèdent également des fiefs en Lyonnais et en Forez.
Au début du XIIIe siècle, Odon Alleman est membre du conseil delphinal auprès d'André Dauphin († 1237), puis sous la régence de Béatrice de Montferrat,. En 1225, le mariage de sa fille « a lieu en présence de l'aïeul de l'épouse, Berlion de Châteauneuf, de l'évêque Soffred et d'Aynard de Sassenage ses parents. »
La terre de Rochechinard entre dans le domaine familiale en 1340. Aymard Allemand achète la maison forte de Rochechinard à un écuyer du Dauphin Humbert II. En raison de sa proximité avec le Dauphin et étant l'un de ses conseillers, il réussit à obtenir, par échange sur ses droits sur la terre de Saint-Thomas[réf. nécessaire], les droits de justice sur Rochechinard.

### Une stratégie cléricale
Parallèlement à l’acquisition de seigneuries, les Alleman cherchent à marquer leur influence en mettant en place une politique religieuse à travers des legs ou encore l’obtention de prébendes.
Ils s’intéressent aux différents établissements religieux se situant dans les environs de leurs possessions, notamment les prieurés de Valbonnais, de Notre-Dame-de-Commiers, de Vaulnaveys, de La Mure, ou encore de Saint-Michel de Connexe.
La chartreuse de Prémol, installée à Vaulnaveys-le-Haut, bénéficie de plusieurs legs, rentes, de membres de la famille, notamment du seigneur d'Uriage, Odon Alleman, en 1239, puis de ses héritiers,. Plusieurs femmes de la famille sont prieures de cette Chartreuse (cf. section « Personnalités »).
De même, l'abbaye des Ayes compte plusieurs abbesses issues de la famille (idem), selon Allard.

### Rameau en Lyonnais et Forez (XIIesiècle)
L'implantation en Lyonnais remonterait au XIIe siècle, où François Allemand est mentionné en 1120 comme étant en possession du fief de La Levratière, près de Saint-Jean-de-Touslas. Ce rameau, issu de la branche d'Uriage,, se fixe, selon Rivoire, à La Levratière ainsi qu'à Saint-Symphorien-d'Ozon. Cependant, Chaix d'Est-Ange (1918) indique que la filiation du rameau de La Levratière ne peut se faire qu'à partir de François Alleman, venu s'installer en Lyonnais au XVIe siècle, où il épouse en 1520 Claudine de Rochefort-Senas.
Les auteurs André Steyert (1860) et Louis-Pierre Gras (1874) mentionnent une famille Allemand, dite originaire du Dauphiné et implantée en Forez, et qui porte les mêmes armes,. Steyert (1860) évoque l'implantation de cette famille donnant naissance à plusieurs rameaux et possédant, au XVe siècle, les fiefs de Roche-la-Molière ; Gresolles ; Poncins et Vaudragon (Larajasse). Gras (1874) indique pour la même période les fiefs de Grézolles, La Levratière, Palognieu et Vaudragon.
La Levratière reste aux Alleman jusqu'au XVIe siècle.
Vers la fin du XIVe siècle, le château de Vaudragon est obtenu par achat à la famille de La Chapelle. Jacques Allemand, damoiseau, rend hommage, en 1393, pour ce fief au comte de Forez, Louis II de Bourbon. Catherine Allemand, Dame de Vaudragon, fille de Jacques, rend hommage en 1441 au comte Charles de Bourbon.
Les descendants de François Alleman, mentionné par Chaix d'Est-Ange, sont maintenus dans la noblesse en 1667 par jugement de François Dugué, intendant de Lyon et maître de Bagnols.
Selon Rivoire, le rameau s'est éteint au cours du XVIIIe siècle. Gustave Chaix d'Est-Ange précise qu'il s'éteint avec Gaspard Alleman, seigneur de la Levratière, qui s'était vu maintenu dans sa noblesse en 1705 par l'intendant de Grenoble.

### Rameau suisse (XIVesiècle)
Au début du XIVe siècle, un rameau issu de la branche de Valbonnais — Alaman/Allamand — s'installe en Pays de Vaud. Il entre en possession des seigneuries d'Aubonne et de Coppet qui restent dans la famille du mariage, en 1314, jusqu'en 1364.
Le fils du seigneur de Valbonnais, Guillaume Alaman, chevalier, épouse Agnès de Villars, Dame d'Aubonne, fille d'Étienne [II] seigneur de Thoire et Villars,. Agnès de Villars hérite des biens de son frère, Amédée, mort en 1314, notamment les seigneuries d'Aubonne et de Coppet,. Agnès fait de son fils aîné, Humbert, son héritier, ainsi que par substitutions ses frères, Hugues et Jean.
Les archives conservent un fragment de sceau de Guillaume Alaman « de gueules semé de fleur de lis d'or sans nombre, à la brande d'argent brochant, brisé de trois coquilles sur la bande » et quatre de son fils, Humbert. Ce dernier utilise les armes des Alaman brisé par un écusson des Thoire-Villars en 1332 ou encore un sceau personnel en 1338 écartelé de Thoire-Villars et Alaman.
La ville de Coppet obtient de ses nouveaux seigneurs des franchises en 1349.
Hugues Alaman succède à son frère Humbert vers 1353 comme seigneur d'Aubonne et il hérite également de la seigneurie de Valbonnais en 1357. Héritant de la seigneurie principale de la famille, il fait de son gendre Guillaume de La Baume, seigneur de l'Albergement, le seigneur d'Aubonne.
Sans descendance mâle, les biens de la branche suisse font l'objet de disputes entre les Grandson et les Gruyère. Les filles d'Humbert, Jeanne et Marguerite, ont respectivement épousé Othon III de Grandson et Rodolphe IV de Gruyère.

### Perte du Valbonnais (XIVesiècle)
En 1339, Hugues de Valbonnais épouse Sibille de Castelnau. Celle-ci apporte une dot de 10 000 réaux d’or, offerte par l’oncle, Jacques III, roi de Majorque. Ce mariage démontre l'obtention d'un certain rang dans la hiérarchie féodale.
À la mort de Guigues Alleman, sans postérité mâle, en 1375, la famille perd la seigneurie de Valbonnais,. La disparition de la seigneurie est imputée à la — confiscation par application du droit de mainmorte par le procureur fiscal delphinal —. Plus que le fait du prince, les raisons sont à chercher notamment dans les dissensions au sein de la famille qui se dispute la possession du château-chef. Cette année marque également la disparition du chef de famille. Il faudra attendre l'année 1455 pour trouver une solution (voir ci-après).

### XVesiècle
Entre 1450 et 1461, trois évêques issus de la branche de Séchilienne se succèdent — avec un intermède entre 1477-1484 — sur le trône épiscopal de Grenoble.
En 1495, Barachin Alleman, seigneur de Rochechinard meurt au siège de Novare, au cours de la campagne d'Italie de Charles VIII. L'héritage fait l'objet de tensions entre une vingtaine d'héritiers.
En février 1496, Soffrey Alleman, qui a participé à la campagne d'Italie, obtient de Charles VIII l'érection de sa seigneurie d'Uriage en baronnie.

### Le pacte de 1455
Face aux dissensions familiales, Siboud Alleman, alors évêque de Grenoble, cherche à les régler. Il convoque, le 1er mai 1455, dans son palais épiscopal, 25 membres de sa famille pour trouver un accord. Une solution est apportée et un traité est signé « […] Pour conserver l'honneur de la famille d'Allemand et de chaque membre, en particulier, de cette famille, pour en perpétuer la mémoire parmi leurs descendants […] »
Parmi les 9 articles, :
- le premier article fait des sépultures un temps fort de la famille où l'ensemble des membres sont invités à participer ;
- le second indique qu'une réunion annuelle se tiendra pour décider des différentes unions et des entraides ;
- le quatrième stipule qu'en cas de désaccord « au sujet de propriétés, de sommes d'argents, de paroles injurieuses, ce différend sera jugé par les deux plus anciens de la famille » ;
- le cinquième précise qu'en cas de guerre, de duel ou de persécution contre l'un des membres, « ils l'aideront de tous leurs moyens, chacun, au moins, pendant un mois de l'année, s'ils ne pouvaient faire davantage ». Article probablement à l'origine des dictons (voir section suivante) ;
- le huitième indique « tous les membres de la famille des Allemand devront porter à perpétuité, dans leur devise ou livrée, le bâton tiercé tel qu'il est marqué dans le cercle ci-dessus, où nous sommes tous nommés »
- enfin, le neuvième « Chacun de nous sera tenu de porter les armes de Valbonnais en premier côté de l'écu, et s'il écartelait avec d'autres armes, il conservera toujours et mettra en première ligne celles de la maison d'où nous sommes sortis. »

Le texte est dédié au dauphin et il est accompagné par l'approbation du duc de Savoie, afin de placer la famille à une dimension supra-régionale.

## Branches issues du lignage des Alleman
La multiplicité des branches — les auteurs anciens en mentionnent onze au XVe siècle (Nicolas Chorier, 1671), « vingt branches différentes » (Allard, 1684), quand Gustave de Rivoire de La Bâtie (1867) indique « plus de vingt branches qui toutes ont été considérables en Dauphiné » —, issues du lignage des Alleman, a fait dire en son temps à Chorier (1671), que « Ses branches étoient si nombreuses, que de là vint le proverbe, Gare la queue des Allemans ». Six branches subsistent en 1670, toujours selon l'auteur ancien Chorier. Anne Lemonde (2006) constate pour sa part que « Le terme même de branche, de topolignée, semble particulièrement inapproprié ici, tant les rameaux généalogiques s'entrelacent tout comme les seigneuries s'entre-chevauchent. L'endogamie, sans être systématique, pèse d'un poids assez exceptionnel, avec pour conséquence première des bouclages consanguins spécialement nombreux. »
Les premières et principales branches des Alleman sont, :
- seigneurs de Valbonnais ;
  - rameau des seigneurs d'Aubonne et de Coppet (Suisse)[8] ;
- seigneurs de Champ ;
- seigneurs de Séchiliennes ;
- seigneurs d'Uriage, seigneurs de Revel, éteinte au XVIe siècle[4] ;
- seigneurs de Rochechinard[4] ;

D'autres branches sont également distinguées par les auteurs :
- seigneurs de Beauvoir en Royans ;
- seigneurs des Aures (d'Auris) ;
- seigneurs de Vozerier, d'Ezerier et de Cormand (Genevois)[9] ;
- seigneurs de Montmartin (issus de Rochechinard)
- seigneurs de Champier et Vaulx-en-Velin, éteinte au XIXe siècle[4] ;
- de Puvelin, éteinte[4] ;
  - rameau de Demptezieu[4] ;
    - famille de Vallin-Alleman, par héritage[1] ;
- de La Levratière (Lyonnais et Forez, issue d'Uriage)[1] ;
  - dont une branche bâtarde dite Alleman de Montrigaud[1],[2] :
- Allaman en Touraine (?), selon Jean-Baptiste L'Hermite (1610-1670?).

## Possessions
Des membres de cette famille ont possédé au cours des périodes les châteaux et/ou seigneuries dauphinois suivants :

Uriage, le Molard, Châteauneuf, Rochechinard (1340-1547), Chatte, Demptezieu, Vachères, Montcarra, Rénevie, Saint-Savin, Le Colombier, Verchères , Montmartin, Champier, Eclose, Laval, Saint-Hilaire duBouchet, Vaux-en-Velin, Villeurbanne, Ville, Montgay, Puvelin, Saint-Hilaire, Saint-Just, la Béraudière, Chatte.
Et en partie :

Lalevratière (branche passée en lyonnais, venue de celle d'Uriage) ; La Motte, Champs, Taulignan, Sechilienne, Saint-Georges, Revel, Gières, Rochepaviot, Beconne, Montfrin, Exirier, Marrieu, Alivet, Valbonnais ou Vaubonnais, Cormans, le Pas-quier, la Cluse, la vicomté de Trièves, etc.

## Personnalités
La famille Allemand comporte de nombreuses personnalités, notamment un archevêque-cardinal d’Arles, un évêque de Cahors, trois évêques de Grenoble, un grand prieur de l'Ordre de Saint-Jean de Jérusalem, des chevaliers de Malte, des chanoines-comtes de Lyon, des militaires, des chambellans des rois de France, etc.

### Religieux
Cardinaux, évêques,
- Bienheureux Louis Aleman, cardinal, évêque de Maguelonne (1418), archevêque d’Arles (1423-1450)[14] ;
- Siboud Alleman, branche de Séchilienne, évêque de Grenoble (1450-1477)[14] ;
- Antoine Allemand (ou d'Alamand) de Rochechinard, évêque de Cahors (1465-1474, 1476-1493)[46],[47] ;
- Laurent [I] Alleman dit de Laval, évêque de Grenoble (1477, 1484-1518), évêque d'Orange (1477-1484), neveu et successeur de Siboud[14] ;
- Laurent [II] Alleman dit de Laval, évêque de Grenoble (1518-1561), neveu et successeur de Laurent [I][14] ;
- Ennemond Allemand de Montmartin, évêque de Grenoble (1708-1719)

Chanoines
- Huit chanoines-comtes, au sein du Chapitre de Saint-Jean de Lyon, dont Louis Aleman[48].
- Chanoines de Notre-Dame de Grenoble : Siboud Alleman, Laurent Alleman, Laurent II Alleman[14].

Abbés
- abbé d'Ambronay (Bugey) : Antoine Aleman (1460-1469)[49].
- Abbé commendataire de Grandmont : Antoine Ier Alleman / d'Alamandi / Lallemand (abbé entre 1477 et 1493), évêque de Cahors[50].

Prieurs
- Prieurs de La Garde (Dauphiné) : Laurent Alleman, puis Guigues Allemand[14].
- Prieur de Romainmôtier (canton de Vaud) : Arthaud Allemand (1339-1371).
- Prieures de la Chartreuse de Prémol (Dauphiné)[29] :
  - ca.1284 : Catherine Alleman, fille du Odon Alleman, seigneur d'Uriage ;
  - 1320 : Catherine Alleman, probable nièce de la précédente ;
  - 1603 : Jeanne Alleman ;
  - 1625, 1648 : Catherine Alleman, sous-prieure en 1618.
- Abbesses des Ayes (Dauphiné)[30] :
  - 1310 : Alix Alleman ;
  - 1332 : Catherine Alleman ;
  - 1549 : Louise Alleman ;
  - 1569 : Jeanne Alleman ;
  - 1590 : Anne Alleman.

Autres religieux :
- Charles Allemand de Rochechinard, frère du précédent[47], chevalier de l’ordre de Saint-Jean de Jérusalem (vers 1435-1512)[45], prieur de Saint-Gilles[47],[51],[52] ;

### Laïcs
- Eudes/Odon Al(l)eman, seigneur de Champ(s), bailli (gouverneur) d'Embrunais et de Gapençais[rd 6], gouverneur du Dauphiné (ap.1282 - av.1292) ;
- Guigues Alleman, seigneur de Valbonnais, conseiller du Dauphin Jean gouverneur du Dauphiné (1310) ;
- Pierre Terrail de Bayard, dit le chevalier Bayard (1476-1524), fils d'Hélène Alleman de Laval[39] ;
- Soffrey Alleman, dit le « Capitaine Molard » (? - Ravenne 1512), baron d'Uriage, lieutenant général du Dauphiné, capitaine général des gens de pied de l'armée du roi en Italie, compagnon d'armes du chevalier Bayard[53],[54].
- Charles Alleman, seigneurs de Laval, gouverneur par commission de la Régente Louise (1524-1525).

## Dictons
Deux dictons trouvent leur origine associée à la famille Alleman et ses rameaux,. Nicolas Chorier, dans son ouvrage L’Estat politique de la province de Dauphiné (1671), que « Ses branches étoient si nombreuses, que de là vint le proverbe, Gare la queue des Allemans ». Quicherat (1841) indique qu'on retrouve la formule au sein de vers grossiers :
Arces, Varces, Grande et Comiers, 

Tel les regard' qui n'les ose ferier ; 

Mais gare la queue d's Allemans et des B'rangers
Ce proverbe signifie qu'il faut prendre garde aux conséquences. L'article « Allemand » du Littré souligne « De l'ardeur avec laquelle cette famille vengeait la plus petite injure est aussi venu, dit-on, le proverbe. ».
Un second proverbe « Querelle d'Alleman » est donné aussi à cette famille,. Le Littré propose comme première origine un lien avec le pays voisin, l'Allemagne, tout en indiquant qu'il existe une seconde liée à cette famille, « Malheur au voisin qui provoquait un membre de cette famille ! il se les attirait tous sur les bras. »

### Regeste dauphinois(1912-1926)
1. ↑  Regeste dauphinois, p. 411, Tome 1, Fascicule 2, Acte no 2386 (lire en ligne).
2. ↑  Regeste dauphinois, p. 763, Tome 3, Fascicules VI - IX Acte no 10443 lire en ligne).
3. ↑  Regeste dauphinois, p. 861, Tome 3, Fascicules VI - IX Acte no 17025 lire en ligne).
4. ↑  Regeste dauphinois, p. 175, Tome 2, Fascicules IV - VI Acte no 6840 (lire en ligne).
5. ↑  Regeste dauphinois, p. 191, Tome 2, Fascicules IV - VI Acte no 7527 (lire en ligne).
6. ↑  Regeste dauphinois, p. 375, Tome 3, Fascicules VI - IX Acte no 10388 lire en ligne).

### Autres références
1. 1 2 3 4 5 6 7 8 9 10 11 12 13  Rivoire de La Bâtie, 1867, p. 9 (lire en ligne sur Gallica).
2. 1 2 3 4 5 6 7 8 9 10 11 12 13  Chaix d'Est-Ange, 1903, p. 138 (lire en ligne).
3. 1 2 3 4 5 6 7  Lemonde, 2006, p. 2.
4. 1 2 3 4 5 6 7 8 9 10 11  Rivoire de La Bâtie, 1867, p. 8 (lire en ligne sur Gallica).
5. ↑  Henri Jougla de Morenas, Grand armorial de France t.3 (de Coëtlongon - de Fieubert), Paris, Éditions héraldiques, 1939, 392 p. (lire en ligne [PDF]), p. 157, no 563 « Allemand alias Aleman ».
6. 1 2 3 4 5 6  Nicolas Chorier, L’Estat politique de la province de Dauphiné (t. 3), Grenoble, 1671, 695 p., p. 43 lire en ligne sur Gallica.
7. 1 2 3  fmg.ac, p. Chapter 2 (lire en ligne).
8. 1 2 3 4 5 6 7 8  Jean-Daniel Morerod, « Allamand » dans le Dictionnaire historique de la Suisse en ligne, version du 16 juin 2008.
9. 1 2  Amédée de Foras, Armorial et nobiliaire de l'ancien duché de Savoie, vol. 1, Grenoble, Allier Frères, 1863 (lire en ligne), p. 7-9, « Alamand (Allaman ou Alleman) ».
10. ↑  Paris, BNF, lat. 1490, f. 1 (Armoiries de Louis Aleman)
11. ↑  L'Intermédiaire des chercheurs et curieux, Volume 38, 1898 pp. 603-604.
12. ↑  Donald Lindsay Galbreath, Armorial vaudois, 1934, 754 p. (lire en ligne), p. 4.
13. 1 2  Quicherat, 1841, p. 354 (lire en ligne).
14. 1 2 3 4 5 6 7 8 9 10  Pierrette Paravy, De la chrétienté romaine à la Réforme en Dauphiné : Évêques, fidèles et déviants (vers 1340-vers 1530), Rome, Publications de l'École française de Rome, 1993, 1584 p. (ISBN 2-7283-0296-0, lire en ligne), p. 84-85, pp. 89-92.
15. 1 2 3  Lemonde, 2006, p. 4-5.
16. 1 2 3  Quicherat, 1841, p. 351 (lire en ligne).
17. ↑  Edmond Maignien, Généalogie et armoiries dauphinoises, Grenoble, X. Drevet, 1870, 64 p. (lire en ligne), p. 34-36.
18. 1 2  Guy Allard, Dictionnaire historique, chronologique, géographique, héraldique, juridique, politique et botanographique du Dauphiné : Manuscrit original de 1684 publié par H. Gariel, t. 1 : A à J, Grenoble, 1864 (réimpr. Skatline Reprints, Genève, 1970), XI+706 col. (lire en ligne), p. 19-23.
19. ↑  Quicherat, 1841, p. 352 (lire en ligne).
20. ↑  Albert du Boys, Cartulaire de Domène : Cartulare monasterii beatorum Petri et Pauli de Domina, Cluniacensis ordinis Gratianopolitanae dioecesis, 1859, 473 p. (lire en ligne), « Acte no 29 Carta Alamanni », p. 33-34.
21. 1 2  Lemonde, 2006, p. 7.
22. ↑  Marie-Christine Bailly-Maître, « Fortifications ou structures de contrôle ? Les reliefs aménagés du massif de l'Oisans », Château Gaillard. Études de castellologie médiévale, Paris, Centre de recherches archéologiques et historiques anciennes et médiévales, no 22. Château et peuplement - Actes du 22e colloque international tenu à Voiron (France) en août 2004,‎ 2006, p. 13-26 (lire en ligne).
23. ↑  André Allix, L'Oisans au Moyen-Age. Étude de géographie historique en haute montagne d'après des documents inédits suivie de la transcription des textes, Grenoble, Champion, 1929, 1978, 255 p., p. 181-185.
24. 1 2 3 4 5  Antoine Vachez, Les vieux châteaux du Lyonnais, Lyon, impr. A. Vingtrinier, 1864, 37 p. (lire en ligne), p. 26.
25. ↑  Auguste Prudhomme, Histoire de Grenoble, Grenoble, A. Gratier, 1888 (lire en ligne), v.
26. ↑  Félix Bernard, Les Origines féodales en Savoie-Dauphiné : la vie et les rapports sociaux d'alors, Imprimerie Guirimand, 1969, 596 p., p. 131.
27. 1 2 3 4 5 6  Josselin Derbier, « Une rocca transfigurée : le château de Rochechinard, Drôme », Château Gaillard. Études de castellologie médiévale, Paris, Centre de recherches archéologiques et historiques anciennes et médiévales, no 22. Château et peuplement - Actes du 22e colloque international tenu à Voiron (France) en août 2004,‎ 2006, p. 103-108 (lire en ligne).
28. 1 2 3  Lemonde, 2006, p. 3.
29. 1 2 3  Jean-Joseph Pilot de Thorey, Chartreuse de Prémol près Uriage-les-Bains, Grenoble, X. Drevet, 1882, 103 p. (lire en ligne), p. 6-8, etc..
30. 1 2  Guy Allard, Dictionnaire historique, chronologique, géographique, héraldique, juridique, politique et botanographique du Dauphiné : Manuscrit original de 1684 publié par H. Gariel, t. 1 : A à J, Grenoble, 1864 (réimpr. Skatline Reprints, Genève, 1970), XI+706 col. (lire en ligne), p. 99-100.
31. 1 2 3 4  Chaix d'Est-Ange, 1918, p. 364 (lire en ligne).
32. 1 2  André Steyert, Armorial général du Lyonnais, Forez et Beaujolais, Lyon, A. Brun, 1860 (lire en ligne), p. 2
33. 1 2  Louis-Pierre Gras, Répertoire héraldique ou Armorial général du Forez, Lyon, Mougin-Rusand, 1874 (lire en ligne), p. 4.
34. ↑  Dictionnaire illustré des communes du département du Rhône, t. 2, Lyon, E. de Rolland et D. Clouzet, 1901-1902, 627 p. (lire en ligne), p. 455-456
35. 1 2  Louis Blondel, Châteaux de l'ancien diocèse de Genève, vol. Volume 7, Société d'histoire et d'archéologie de Genève, coll. « Mémoires et documents », 1956, 486 p., p. 435.
36. 1 2 3 4 5 6  D. L. Galbrealh, « Sceaux des seigneurs d'Aubonne », Archives héraldiques suisses / Schweizerische Heraldische Gesellschaft, no 1,‎ 1920, p. 7-10 (lire en ligne).
37. ↑  Gilbert Marion, « Coppet » dans le Dictionnaire historique de la Suisse en ligne, version du 2 mars 2004.
38. 1 2 3  Lemonde, 2006, p. 9.
39. 1 2 3 4  Lemonde, 2006, p. 11.
40. ↑  Michelle Berger, Histoire des communes de l'Isère : Arrondissement de Grenoble (vol.2, Première partie), Grenoble, Horvath, 1987, 515 p. (ISBN 978-2717104950), p. 445.
41. 1 2 3 4 5  Lemonde, 2006, p. 12-13.
42. ↑  Ulysse Chevalier, Ordonnances des rois de France et autres princes souverains relatives au Dauphiné et précédées d'un catalogue des registres de l'ancienne chambre des comptes de cette province (vol.2), imp. de C.M. Hoffmann, 1871, 185 p. (lire en ligne), p. 72.
43. 1 2 3 4  Paul de Demptézieu, secrétaire Louis de Pélioud, « Excursions aux environs de Bourgoin. Demptézieu », Revue du Lyonnais, Lyon, t. XX,‎ 1860, p. 149-153 (lire en ligne).
44. ↑  Lemonde, 2006, p. 6.
45. 1 2  Derbier, 2000, p. 201.
46. ↑  IAD, 1878, p. 121-122, no 533.
47. 1 2 3  Archives départementales de la Haute-Garonne, « Charles Alleman », sur archives.haute-garonne.fr (consulté en septembre 2022).
48. ↑  Adolphe Vachet et Pierre Hector Coullié, Les anciens chanoines-comtes de Lyon, Lyon, impr. de E. Vitte, 1897, 388 p. (lire en ligne), p. 36-39.
49. ↑  « L'abbaye d'Ambronay », dans Alexandre Bérard, La Bresse et le Bugey historiques et pittoresques, Paris, Annales de la Société d'émulation, agriculture, lettres et arts de l'Ain, 1906, 304 p. (lire en ligne), p. 38.
50. ↑  Société des Amis de Saint-Sylvestre et de l'Abbaye de Grandmont, Synthèse historique, Saint-Sylvestre, Société des Amis de Saint-Sylvestre et de l'Abbaye de Grandmont, 2017 (lire en ligne), p. 44
51. ↑  Abbé C. Nicolas, « Histoire des grands prieurs et du prieuré de Saint-Gilles par M. Jean Raybaud, avocat et archivaire de ce prieuré : tome II », Mémoires de l'Académie de Nîmes, t. XXVIII,‎ 1905, p. 39-52, lire en ligne sur Gallica.
52. ↑  Josselin Derbier, « Un destin méconnu : Charles Allemand de Rochechinard, chevalier de l’Ordre de Saint Jean de Jérusalem (vers 1435-1512) », Revue Drômoise, archéologie, histoire, géographie, no t.XCII, n° 496,‎ juin 2000, p. 201-210.
53. ↑  Quicherat, 1841, p. 377.
54. ↑  Céline Garrel, « Soffrey Alleman, dit le Capitaine Molard, seigneur du Molard* et baron d’Uriage, lieutenant général du Dauphiné, capitaine général des gens de pied de l’armée du Roi en Italie … cousin du chevalier Bayard… », sur Château d’Uriage, 9 octobre 2020 (consulté le 22 mai 2021).
55. 1 2 3 4  Dictionnaire de la langue française, tome A-C, p. 110 (lire en ligne).
56. 1 2  Chaix d'Est-Ange, 1903, p. 139 ( lire en ligne sur Gallica.
57. ↑  Quicherat, 1841, p. 350 (lire en ligne).

#### Articles et ouvrages généraux
- Charles Joseph Boisgelin, Les Adhémar. Généalogie. Première partie, Draguignan -Aix-en-Provence, 1900, 336 p. (lire en ligne).
- Gustave Chaix d'Est-Ange, Dictionnaire des familles françaises anciennes ou notables à la fin du XIXe siècle — T. Ier. A-Att., Évreux, impr. de C. Hérissey, 1903 (lire en ligne), p. 138-139, « Alleman de Montrigaud ».
- Gustave Chaix d'Est-Ange, Dictionnaire des familles françaises anciennes ou notables à la fin du XIXe siècle — T. XVI. Eas-Eys., Évreux, impr. de C. Hérissey, 1918 (lire en ligne), p. 362-366, « Alleman de Montrigaud ».
- Ulysse Chevalier, Regeste dauphinois, ou Répertoire chronologique et analytique des documents imprimés et manuscrits relatifs à l'histoire du Dauphiné, des origines chrétiennes à l'année 1349, Impr. valentinoise, 1912-1926 (volumes présents sur gallica.bnf.fr, lire en ligne).
- Pierre de Viry et Félix Bouvier d'Yvoire, Armorial et nobiliaire de l'ancien duché de Savoie. vol.6 - Supplément, Grenoble, Allier Frères, 1938 (lire en ligne), p. 5-8, « Alamand ».
- Auguste Prudhomme, Histoire de Grenoble, Grenoble, A. Gratier, 1888 (lire en ligne).
- Gustave de Rivoire de La Bâtie, Armorial de Dauphiné contenant les armoiries figurées de toutes les familles nobles et notables de cette province, accompagnées de notices généalogiques complétant les nobiliaires de Chorier et de Guy Allard, Lyon, Imprimerie Louis Perrin, 1867 (réimpr. 1969 (Allier - Grenoble)) (1re éd. 1867), 821 p. (lire en ligne), p. 8-9, « Alleman ou Allemand ».

#### Travaux consacrés à la famille
- Josselin Derbier, « Un destin méconnu : Charles Allemand de Rochechinard, chevalier de l’Ordre de Saint Jean de Jérusalem (vers 1435-1512) », Revue Drômoise, archéologie, histoire, géographie - t. XCII, no , n° 496,‎ juin 2000, p. 201-210 (lire en ligne).
- Charles Freynet, Les Alleman de Valbonnais (2 vol.), Grenoble, Allier, 1937-1939, 64 p..
- Lucien Guy (séance du 29 avril 1944), « Les Alleman de Valbonnais et les Alaman de Faucigny », Mémoires et documents publiés par l'Académie du Faucigny, no t.17,‎ 1970-1971, p. 35-38
- Anne Lemonde, « Les Allemand et le dauphin (XIIIe – XVe siècle). Du lignage médiéval au lignage moderne, réflexion sur les recompositions de la noblesse à la fin du Moyen Âge », dans Archives familiales et noblesse provinciale: hommage à Yves Soulingeas, Grénoble, 2006 (lire en ligne [PDF]), p. 127-148.
- Jules Quicherat, « Histoire de la famille des Allemans », Revue historique de la noblesse (sous la dir. André Borel d'Hauterive), Paris, no vol. I,‎ 1841, p. 349-379 (lire en ligne [PDF]) (lire en ligne sur google.fr/books).
- Michel Rieutord, Les Alleman de Dauphiné et de Faucigny et maisons alliées : de grands féodaux méconnus : la famille maternelle de Bayard, Grenoble, Cercle généalogique du Dauphiné, 1988.

#### Travaux universitaires
- Laurent Brabant, Une famille noble en Dauphiné : les Allemand du XIIIe siècle aux années 1520, TER présenté devant l'Université Pierre-Mendès-France - Grenoble, UFR d’histoire, 1997.
- Josselin Derbier, Les Alleman de Beauvoir, seigneurs de Rochechinard : ascension sociale d'une famille de nobles dauphinois aux XIVe et XVe siècles, mémoire de maîtrise, Université Jean Moulin - Lyon III, 1994, 123 p.

### Fonds d'archives
- Fonds : P SVG G 1 Alamandi Alamand (famille d'), 1830-1893 (Dossier), Inventaires des Archives cantonales vaudoises (présentation en ligne).
- Ulysse Chevalier, Inventaire des archives des dauphins à Saint-André de Grenoble en 1277, Paris-Lyon, 1869, p. 109-123.
- Henry Morin-Pons, André Lacroix, Inventaire des archives dauphinoises de M. Henry Morin-Pons : dossiers généalogiques A-C, Volume 1, Lyon, Alf. Louis Perrin et Marinet, 1878, 307 p. (lire en ligne), p. 109-123.